# I Just Had Sex
I Just Had Sex ist ein Lied der US-amerikanischen Comedy-Hip-Hop-Band The Lonely Island aus dem Jahr 2010, in Zusammenarbeit mit dem US-amerikanisch-senegalesischen Rapper Akon.

## Entstehung und Veröffentlichung
Geschrieben wurde das Lied von den Lonely-Island-Mitgliedern Andrew Samberg, Akiva Schaffer und Jorma Taccone sowie den Koautoren Jerrod Bettis und Justin Franks (DJ Frank E). Letztere zeichnete zudem auch für die Produktion verantwortlich. Aie Aufnahme erfolgte im Herbst 2010, die Band mietete dafür ein Haus in Los Angeles und schuf dort ein provisorisches Studio, um das Lied aufzunehmen.
Die Erstveröffentlichung von I Just Had Sex erfolgte als Single am 19. Dezember 2010 bei Republic Records. Diese erschien als digitaler Einzeltrack zum Download. Am 6. Mai 2011 erschien das Lied als Teil von Turtleneck & Chain (Katalognummer: 06025 2768140), dem zweiten Studioalbum von The Lonely Island.

## Musikvideo
Das Musikvideo zeigt Akon, Andy Samberg und Jorma Taccone, die darüber singen, wie sie gerade Sex mit ihren unzufriedenen Freundinnen (gespielt von Blake Lively und Jessica Alba) hatten. Das Musikvideo findet in New York City auf dem MetLife Building mit den Kulissen des Empire State Building und des Chrysler Building statt. Im Verlauf des Videos wird auch der Central Park, die einzelnen Haushalte der Personen, eine Bäckerei, ein Badezimmer, ein Museum, eine Kneipe und ein Mädchenumkleideraum gezeigt. Der Song zeigt außerdem Tennisspieler John McEnroe und das Lonely-Island-Mitglied Akiva Schaffer. Das Musikvideo endet mit einem Feuerwerk. Bis Januar 2025 zählte es über 295 Millionen Aufrufe auf der Videoplattform YouTube.

## Kommerzieller Erfolg

### Chartplatzierungen
| ChartsChartplatzierungen       | Höchstplatzierung | Wochen |
| ------------------------------ | ----------------- | ------ |
| Österreich (Ö3)                | 55 (2 Wo.)        | 2      |
| Vereinigte Staaten (Billboard) | 30 (11 Wo.)       | 11     |
| Vereinigtes Königreich (OCC)   | 68 (5 Wo.)        | 5      |

### Auszeichnungen für Musikverkäufe
| Land/Region                  | Auszeichnungen für Musikverkäufe (Land/Region, Auszeichnung, Verkäufe) | Verkäufe  |
| ---------------------------- | ---------------------------------------------------------------------- | --------- |
| Australien (ARIA)            | Platin                                                                 | 70.000    |
| Neuseeland (RMNZ)            | Gold                                                                   | 7.500     |
| Schweden (IFPI)              | Platin                                                                 | 40.000    |
| Vereinigte Staaten (RIAA)    | Platin                                                                 | 1.000.000 |
| Vereinigtes Königreich (BPI) | Silber                                                                 | 200.000   |
| Insgesamt                    | 1× Silber · 1× Gold · 3× Platin ·                                      | 1.247.500 |

### Auszeichnungen für Musikstreaming
| Land/Region     | Auszeichnungen für Musikverkäufe (Land/Region, Auszeichnung, Verkäufe) | Verkäufe |
| --------------- | ---------------------------------------------------------------------- | -------- |
| Dänemark (IFPI) | Gold                                                                   | 900.000  |
| Insgesamt       | 1× Gold ·                                                              | 900.000  |